# Maamora (Saïda)
Maamora (em árabe: المعمورة) é uma comuna localizada na província de Saïda, Argélia. De acordo com o censo de 2008, a população total da cidade era de 7 082 habitantes.